# Lutung leśny
Lutung leśny (Trachypithecus barbei) – gatunek ssaka naczelnego z podrodziny gerez (Colobinae) w obrębie rodziny koczkodanowatych (Cercopithecidae). Gatunek był wcześniej znany tylko dzięki obiektom muzealnym oraz obserwacjom terenowym. W 1967 znaleziono dowody na dalsze istnienie gatunku. 

## Zasięg występowania
Lutung leśny występuje we wschodniej Mjanmie i zachodniej Tajlandii, z zasięgiem ograniczonym do małego obszaru na północ od półwyspowej części Tajlandii i Malezji (14°20’–15°10’N 98°30’–98°55’E).

## Taksonomia
Gatunek po raz pierwszy naukowo opisał w 1847 roku brytyjski zoolog Edward Blyth nadając mu nazwę Presbytis barbei. Holotyp pochodził z Ye, na południe od Mawlamyine, w Mjanmie. 
T. barbei należy do grupy gatunkowej obscurus. Raczej tajemnicze formy pierwotnie opisane jako Presbytis argenteus i Semnopithecus holotephrous są różnie traktowane od tego gatunku lub z T. phayrei i mogą być w jakiś sposób odrębne. Argenteus morph jest srebrny, holotophreus jest popielatoszary. Trachypithecus barbei jest współczujący z T. germaini. Autorzy Illustrated Checklist of the Mammals of the World uznają ten takson za gatunek monotypowy.

### Etymologia
- Trachypithecus: gr. τραχυς trakhus „szorstki, kudłaty”; πιθηκος pithēkos „małpa”[9].
- barbei: wielebny J. Barbe (żył 1860), podróżnik, kolekcjoner[10].

## Morfologia
Brak szczegółowych danych dotyczących długości ciała, ogona i masy ciała. 